# Robert Paul Wolff
Robert Paul Wolff (Nueva York, 27 de diciembre de 1933-6 de enero de 2025) fue un filósofo político estadounidense y profesor en la Universidad de Massachusetts Amherst. Wolff ha escrito ampliamente sobre varios temas en filosofía política como marxismo, tolerancia, liberalismo, teoría política y democracia. Es conocido también por su trabajo acerca de Kant y por su crítica desde un punto de vista marxista al libro Teoría de la Justicia, de John Rawls.

## Educación
Robert Wolff se graduó en diversas espacialidades en filosofía en la Universidad de Harvard entre 1953 y 1957. Fue instructor de Filosofía y educación general  en la Universidad de Harvard, durante 1958-1961; también fue profesor asistente de filosofía en la Universidad de Chicago, durante 1961-1964; profesor asociado y profesot de Filosofía, en la Universidad de Columbia entre 1964-1971; profesor de Filosofía en la Universidad de Massachusetts Amherst durante 1971-1992, profesor de estudios afroamericanos, entre 1992 y 2008, y desde entoces profesor emérito.

## Vida académica
Luego del resurgir del interés en la filosofía política normativa en el mundo de académico angloamericano tras la publicación de A Theory of Justice de John Rawls, Wolff hizo una crítica a esta obra desde una perspectiva marxista. En 1977 Wolff publicó Understanding Rawls: A Critique and Reconstruction of A Theory of Justice, que apunta a los alcances que la teoría de Rawl en la práctica. En la medida que A Theory of Justice ataca a las críticas a las relaciones sociales capitalistas, la propiedad privada y la economía de mercado, Wolff llega a la conclusión de que el proyecto de Rawls equivale a una especie de apología del statu quo. De acuerdo con Wolff, los mercados y las relaciones sociales capitalistas se basan en la explotación y la injusticia, y Rawls no proporciona argumentos en defensa de su teoría frente a esos cargos. 
En The Poverty of Liberalism (ISBN 0-8070-0583-5), Wolff señaló las abundantes inconsistencias en el liberalismo y el conservadurismo del siglo XX. En este texto, Wolff toma los trabajos seminales de John Stuart Mill, On Liberty y Principles of Political Economy como puntos de partida.
También fue muy leído In Defense of Anarchism (En defensa del anarquismo); la primera de sus dos ediciones vendió más de 200.000 ejemplares, ISBN 0-520-21573-7). El argumento central de la obra es que se aceptamos una sólida concepción de autonomía individual, entonces se revela que no puede haber legimidad estatal de jure. Wolff es contrario a toda economía de mercado y capitalista por sus carácter injusto y explotador, incluso si se extinguiese el Estado. Wolff llevó su apoyo a participar en causas radicalizadas en la política universitaria en The Ideal of the University (Boston: Beacon, 1971, ISBN 0-8070-3189-5), en donde argumenta, contra la mercantilización y la intervención externa en boga, que las universidades deberían estar gobernadas por los docentes y los estudiantes.
En su profesión, Wolff es conocido por su obra sobre Kant, en particular su libros Kant's Theory of Mental Activity: A Commentary on the Transcendental Analytic of the Critique of Pure Reason y The Autonomy of Reason: A Commentary on Kant's Groundwork of the Metaphysics of Morals (ISBN 0-06-131792-6). Es también un conocido comentarista de la obra de Karl Marx, y entre sus trabajos se incluyen Understanding Marx: A Reconstruction and Critique of Capital (ISBN 0-691-07678-2) y Moneybags Must Be So Lucky: On the Structure of Capital (ISBN 0-87023-616-4 ), un análisis de las técnicas literarias y retóricas empleadas por Marx en Das Kapital. Su libro de texto About Philosophy (ISBN 0-13-085393-3) es profusamente utilizado como una introducción a los cursos universitarios de filosofía.
Wolff es también distinguido como un hombre de raza blanca que ha pasado desde el Departamento de Filosofía al Departamento de Estudios Afroamericanos en la Universidad de Massachusetts Amherst, lo cual es narrado y discurrido en su libro Autobiography of an Ex-White Man: Learning a New Master Narrative for America (Rochester: University of Rochester Press, 2005, ISBN 1-58046-180-8).
En 1990 Wolff fundó University Scholarships for South African Students, una organización dedicada a promover oportunidades para obtener una educación universitaria en Sudáfrica para los estudiantes sin recursos. Desde su creación, USSAS ha asistido y brindado oportunidades educativas a miles de estudiantes sudafricanos. El programa es, en algún sentido, la realización de los valores democráticos libertarios sobre los cuales Wolff ha abogado y escrito en su carrera.

## Retiro
Wolff estaba casado  y pasaba su tiempo entre Chapel Hill, Carolina del Norte y París, Francia. Wolff tenía su blog en: http://www.robertpaulwolff.blogspot.com/